# Я пам'ятаю тебе
Я пам'таю тебе також відомий як Привіт монстр (кор. 너를 기억해) — південнокорейський детективний серіал що транслювався щопонеділка та щовівторка з 22 червня 2015 по 11 серпня 2015 на телеканалі KBS2.

## Сюжет
Судовий психіатр після загибелі дружини виховує сам двох синів Хьона та Міна. Одного разу його викликають до в'язниці щоб він зробив психіатричну експертизу молодого вбивці на ім'я Лі Чун Йон. Після неодноразових бесід зі злочинцем, аналізуючи зібрані дані, психіатр із жахом розуміє що один з його малолітніх синів має ті самі звички що мав в дитинстві вбивця. Психіатр дуже побоюється що з його сина також виросте вбивця, щоб запобігти цьому він вирішує заперти свого сина вдома та прикласти всіх зусиль для його перевиховання. Але він припустився фатальної помилки коли запер старшого Хьона, бо той лише приховував труп пташки яку замучив молодший Мін. В той самий момент з в'язниці тікає Чун Йон та вирішує помститись психіатру, він вривається до будинку, вбиває психіатра та викрадає Міна.
Минає пара десятиліть, команда слідчих поліції розслідує чергове зникнення людини, але все говорить за те що сталося вбивство. Останнім часом в їхньому тихому районі такі випадки почастішали. В той самий час зі Сполучених Штатів до Сеула повертається відомий професор криміналістики Девід Лі, але це ніхто інший як син психіатра Лі Хьон який взяв в США ім'я Девід. Приїхав він не стільки для того щоб дати чергові лекції в університеті, а через те що, останнім часом його все більш стало непокоїти що ж сталося з його зниклим молодшим братом. Слідчі поліції вирішили залучити його до розслідування в ролі позаштатного радника. Але чим більше він вникав в справи тим більш розумів що тут не обійшлося без Лі Чун Йона та Міна, і це все говорило за те що вони десь зовсім поряд.

## Акторський склад

### Головні ролі
- Со Ін Гук — у ролі Лі Хьона. Надзвичайно обдарований молодий професор криміналістики, який стає позаштатним радником у відділі вбивств.[1][2].
- Чан На Ра — у ролі Ча Чі Ан. Молода жінка яка стала поліцейським щоб з'ясувати що сталося з її батьком який працював охоронником у в'язниці та загадково зник при втечі Лі Чун Йона.[3].
- Чхве Вон Йон — у ролі Лі Чун Хо / Лі Чун Йона. З самого дитинства його ніхто не любив, навіть мати, бо він їй нагадував того чоловіка який її згвалтував. Чун йона примусово тримали вдома та не дозволяли ні с ким спілкуватися, що призвело до того що він одного разу вбиває всю свою родину та тікає.
- Пак Бо Гом — у ролі Чон Сун Хо / Лі Міна. Молодший брат Лі Хьона якого в дитинстві викрав Чун Йон та виховав з нього вбивцю.[4].

### Другорядні ролі
- Лі Чхон Хий[en] — у ролі Кан Ин Хьока. Голова поліцейського загону та син комісара поліції.
- Ім Чі Ин[en] — у ролі Хьон Чі Су. Директор відділу планування поліції та прийомна мати Лі Хьона.
- Нам Кьон Ип — у ролі Кан Сок Джу. Комісар поліції.
- Сон Син Вон[en] — у ролі Чхве Ин Бока. Поліцейський детектив, колега Чі Ан.
- Чан Кван Рьоль[en] — у ролі Лі Чун Міна. Батько Лі Хьона та Лі Міна.
- До Кьон Су[en] — у ролі молодого Лі Чун Йона.

## Рейтинги
- Найнижчі рейтинги позначені синім кольором, а найвищі — червоним кольором.

| Серія            | Прем'єра         | Назва серії                                       | Рейтинг        | Рейтинг      | Рейтинг        | Рейтинг     |
| Серія            | Прем'єра         | Назва серії                                       | TNmS Ratings   | TNmS Ratings | AGB Nielsen    | AGB Nielsen |
| Серія            | Прем'єра         | Назва серії                                       | По всій країні | Сеул         | По Всій країні | Сеул        |
| ---------------- | ---------------- | ------------------------------------------------- | -------------- | ------------ | -------------- | ----------- |
| 1                | 22 червня 2015   | Історія кожної дитини починається з їхніх батьків | 5,6%           | 5,4 %        | 4,7 %          | 4,7 %       |
| 2                | 23 червня 2015   | Привіт, монстр                                    | 5,6%           | 5,8%         | 4,7 %          | 4,5 %       |
| 3                | 29 червня 2015   | Ти не вб'єш, але…                                 | 5,2 %          | 5,8%         | 4,7 %          | 4,8 %       |
| 4                | 30 червня 2015   | Підозрюваний Лі Хьон                              | 4,9 %          | 5 %          | 4%             | 4,1%        |
| 5                | 6 липня 2015     | Невпинно повертаться в минуле                     | 4,6 %          | 4,8 %        | 4,6 %          | 4,8 %       |
| 6                | 7 липня 2015     | Кров вбивці                                       | 5,4 %          | 5,5 %        | 4,8 %          | 4,9 %       |
| 7                | 13 липня 2015    | Давай будемо партнерами?                          | 5 %            | 5,2 %        | 4,7 %          | 4,5 %       |
| 8                | 14 липня 2015    | Пам'ятай мене                                     | 4,2 %          | 4,7 %        | 4,6 %          | 5 %         |
| 9                | 20 липня 2015    | Сталкер S                                         | 4,5 %          | 4,6 %        | 4,9 %          | 5,1 %       |
| 10               | 21 липня 2015    | Знайди мене                                       | 4,6 %          | 4,7 %        | 5 %            | 5 %         |
| 11               | 27 липня 2015    | Народження монстра                                | 4,7 %          | 5,1 %        | 4,8 %          | 4,9 %       |
| 12               | 28 липня 2015    | Якби я вбив когось…                               | 4,6 %          | 5,5 %        | 5 %            | 5,2 %       |
| 13               | 3 серпня 2015    | Який вибір ви б зробили?                          | 4,1%           | 4,1%         | 4,5 %          | 4,7 %       |
| 14               | 4 серпня 2015    | Кімната Лі Чун Йона                               | 4,7 %          | 4,9 %        | 5,3%           | 5,4%        |
| 15               | 10 серпня 2015   | Чи можливий щасливий кінець?                      | 4,6 %          | 5 %          | 4,5 %          | 4,9 %       |
| 16               | 11 серпня 2015   | Я пам'ятаю тебе                                   | 4,3 %          | 4,3 %        | 5,1 %          | 5,3 %       |
| Середній рейтинг | Середній рейтинг | Середній рейтинг                                  | 4,8%           | 5%           | 4,7%           | 4,9%        |

## Нагороди
| Рік  | Нагорода                     | Категорія                                      | Отримувач   | Результат | Примітки |
| ---- | ---------------------------- | ---------------------------------------------- | ----------- | --------- | -------- |
| 2015 | 8-ма Премія корейської драми | Нагорода за високу майстерність (акторка)      | Чан На Ра   | Номінація |          |
| 2015 | 8-ма Премія корейської драми | Нагорода за майстерність (актор)               | Со Ін Гук   | Номінація |          |
| 2015 | 8-ма Премія корейської драми | Кращий сценарій                                | Квон Кі Йон | Номінація |          |
| 2015 | 4-та Премія «Зірок МААТР»    | Кращий новий актор                             | Пак Бо Гом  | Номінація |          |
| 2015 | 29-та Премія KBS драма       | Кращий актор другого плану                     | Пак Бо Гом  | Перемога  | [ 7 ]    |
| 2015 | 29-та Премія KBS драма       | Нагорода за популярність (актор)               | Пак Бо Гом  | Перемога  | [ 7 ]    |
| 2015 | 29-та Премія KBS драма       | Нагорода за майстерність (актор мінісеріалу)   | Со Ін Гук   | Номінація | [ 7 ]    |
| 2015 | 29-та Премія KBS драма       | Нагорода за майстерність (акторка мінісеріалу) | Чан На Ра   | Номінація | [ 7 ]    |